# Namtaru
Namtaru (sum. dnam.tar, dna-ám-tar, akkad. Namtaru, dnam-ta-ru, NAM.TAR, líl-lá-da-ra) ist ein sumerischer und akkadischer Unterweltsgott. Der Name bedeutet auf sumerisch „Schicksal“. In der älteren Literatur wird er gelegentlich als Gott der Pest betrachtet.

## Funktion
Namtaru ist, zusammen mit Nergal, Gilgameš, Nin[…], Dumuzi, Ningišzida und seiner Frau Ḫušbiša einer der sieben Unterweltsgötter (lugal kurra) aus dem Ur-Nammu-Text, von denen jeder in einem eigenen Palast wohnt. Namtaru ist der Wesir der Unterwelt (sukallu irsiti), manchmal gilt er auch als der Wesir von Ereškigal (Mythos von Nergal und Ereškigal), von Nergal, oder ein Pestgott (Atraḫasīs-Mythos). Er trägt den Beinamen „Er, der alle Schicksale entscheidet“ (lú nam-tar ta-ra), „großer Dämon des Grabes“ und „Läufer der Götter“ (lâsim ilī). Er herrscht in dem Land ohne Wiederkehr. Sein Mund ist mit Gift gefüllt. Er bringt Krankheiten, Herzschmerzen und Kopfschmerzen.
Der Mythos von Inannas Gang in die Unterwelt beschreibt die Unterwelt, der Ort, wo Namtar lebt: Es gibt Essen, aber es ist nicht essbar, es gibt Wasser, aber es ist nicht trinkbar, Kunst und Handwerk sind unbekannt, Lippen sind blutbedeckt.
Im Mythos von Nergal und Ereškigal ist Namtar der Bote der Ereškigal. Als Nergal ihn beleidigt, indem er nicht vor ihm aufsteht, muss er sich vor der Unterweltsgöttin rechtfertigen.
In exorzistischen Texten gilt Namtaru als Dämon. In dieser Erscheinungsform tritt er oft zusammen mit Asag auf.

## Familie
Namtaru ist der Sohn von Mardu'alanki und der Gatte von Ḫušbiša (sumerische Form des hethitischen Hupisna/Hubišna, Region südwestlich des Urmiasee). Ihre Tochter ist Ḫedimmeku (hethitisch Ḫedammu, hurritisch Apše), diese wird allerdings auch als Tochter Enkis geführt (An-Anum-Mythos). Vereinzelt gilt Namtaru auch als Sohn von Enki und Ereškigal (Udug-ḫul). Ein später Text nennt [Na]mtartu als seine Gattin.
Manchmal wird auch Enki als Namtar oder großer Namtar angerufen.
Das alles symbolisiert wohl die wechselnden Machtverhältnisse in Obermesopotamien.

## Geschichte
Namtaru ist in Schriften seit dem 3. Jahrtausend v. Chr. bezeugt. John Barclay Burns will in dem "erstgeborenen Sohn des Todes" des Buches Hiob (Hiob 18, 13), der den Gottlosen verzehrt, den Namtaru sehen. Es wurde jedoch auch eine Identifikation mit Rešef oder Mot erwogen. Bei der Namtar-Pflanze (NAM.TAR.(IRA)) handelt es sich vielleicht um die Mandragora. Hier ist jedoch unklar, ob sich der Name auf den Gott oder abstrakt auf das Schicksal bezieht.

## Adaption
Namtar wird in Thomas Manns Roman Joseph und seine Brüder erwähnt, zusammen mit anderen Dämonen wie Labartu. Ebenso spielt er eine Rolle in Markus Heitz’ AERA – Die Rückkehr der Götter.